# صمولة

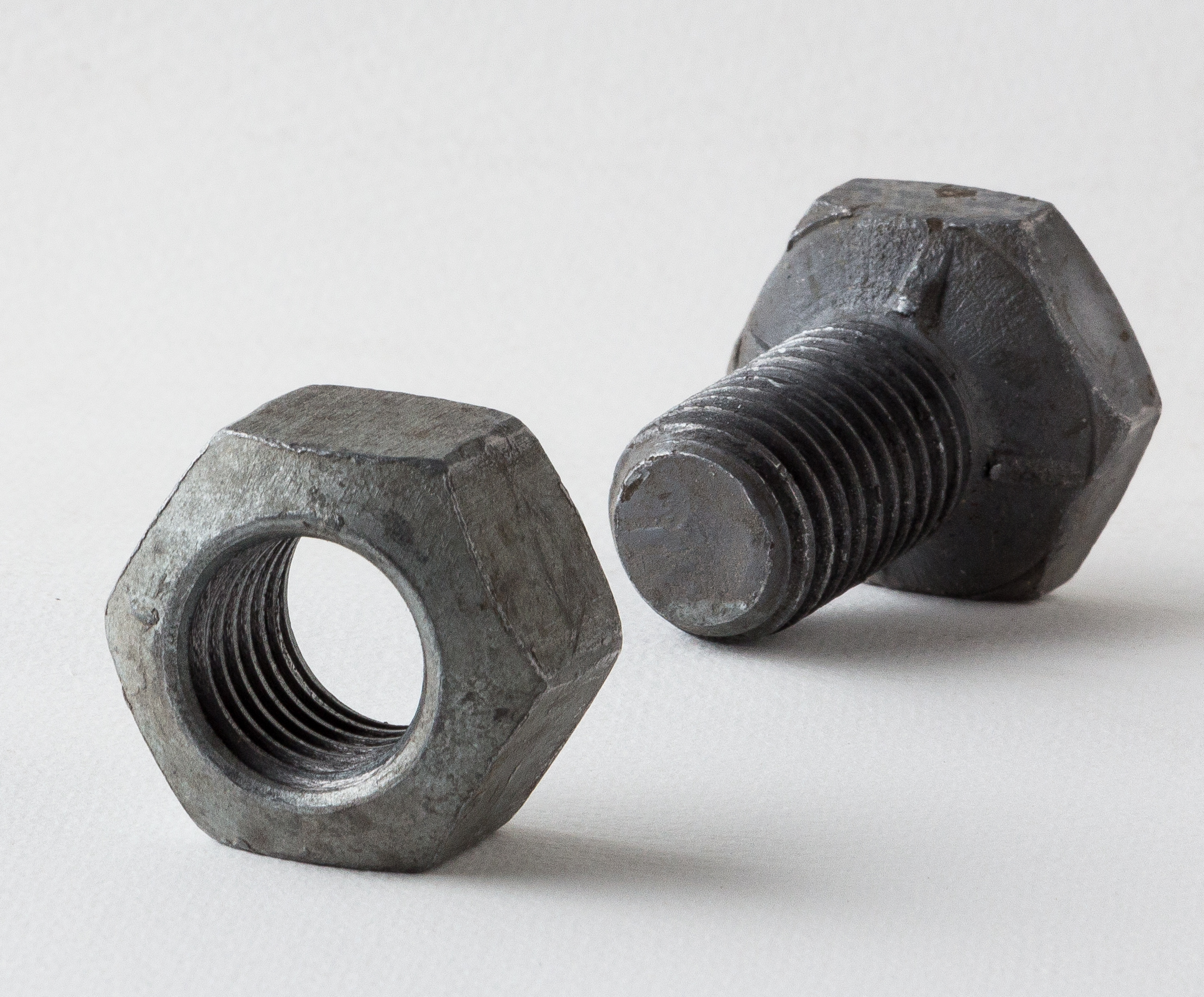
المِصْمَال (على يمين الصورة)، والصمولة (على يسار الصورة).

الصَّمُولَة أو الصامولة (الجمع: صَوامِل، صَوامِيل) أو الحَزَقة أو العَزَقَة (الجمع: عَزَقَات) هي أحد المثبتات الميكانيكية، وهي قطعة معدنية فيها ثقب مسنن من الداخل لتتوائم مع مسمار مسنن من الخارج، لكل منهما اتجاه تسنين مخالف للأخر بحيث يلتصقان بأحكام، ودورهما تثبيت مكونات مختلفة تقع بينهما بواسطة الضغط بأحكام. أكثر شكل استخداماً من أشكال الحزقة هو شكل سداسي الأضلاع. هذه الأضلاع السداسية تعطي زوايا ذات بروز جيد تسمح لأداة تدعى مفك البراغي يحمل نفس الزوايا من الداخل لأحكام القبضة حول الحزقة، وبالتالي ممارست ضغط كافي لتثبيتها. ونفس الحال يسري على البرغي. ثمة أنواع أخر من العزقات تختلف بأختلاف الحاجة لها مثل الحزقة المجنحة وذلك لتثبيتها باستخدام الأصابع فقط. ويسمى المسمار اللولبي الذي يثتبت فيه بالمحزاق (أو المصمال).

## التأثيل
أصل كلمة صمولة أو صامولة عثماني من صومون. ويُقال لها صُمنة في بعض أنحاء سورية.

## معرض الصور

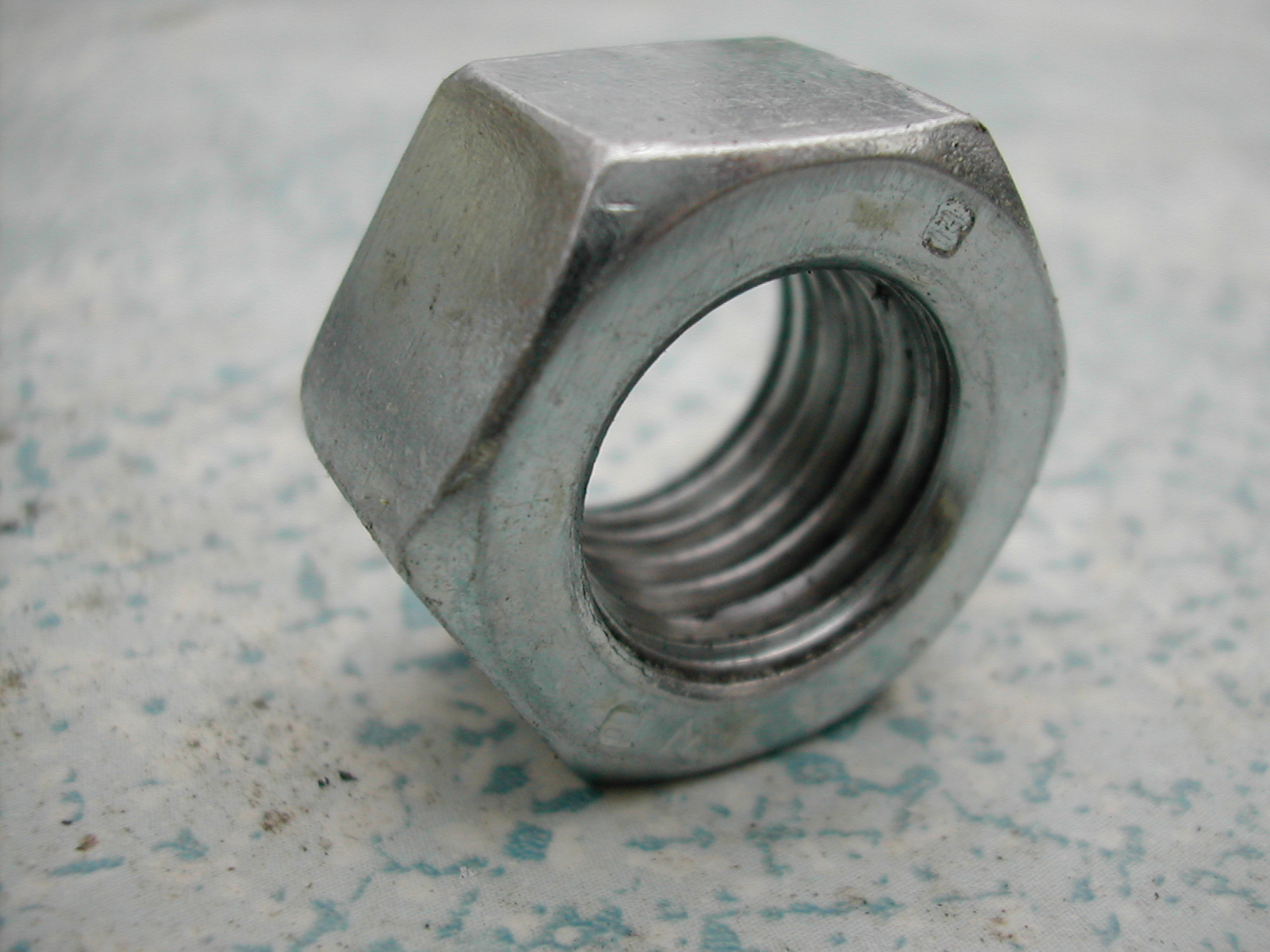
صمولة. (حزقة)
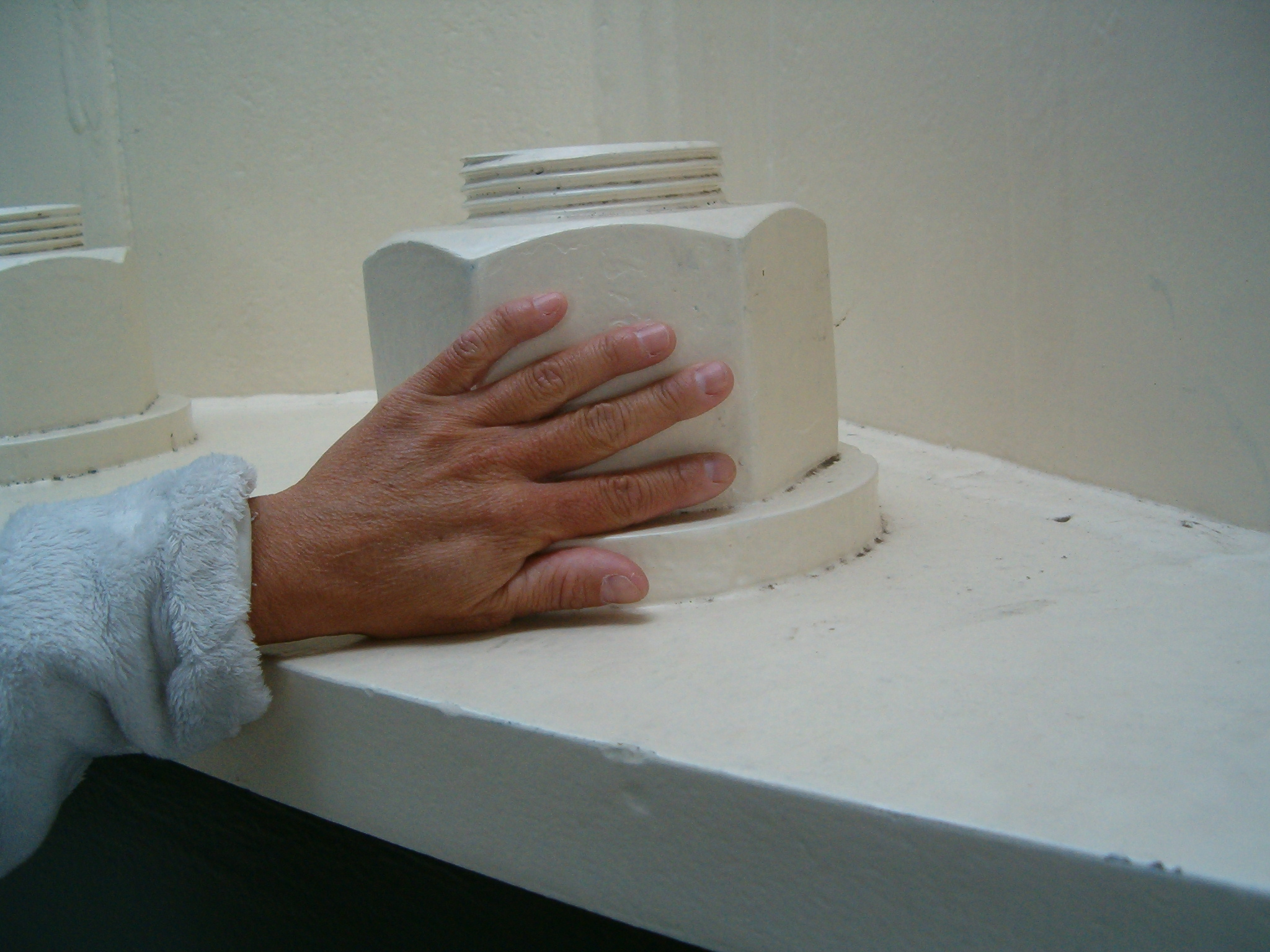
صمولة بحجم كبير.
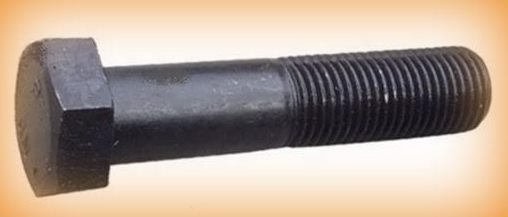
مصمال (محزاق)
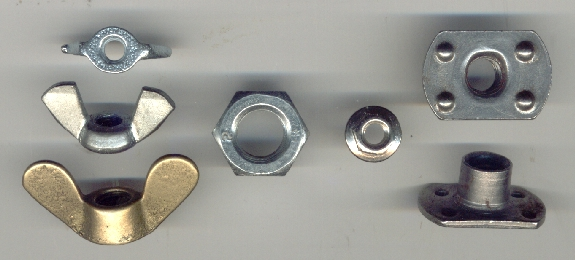
أنواع مختلفة من المصامل، لمختلف الإستخدامات.
قياس قطر الصامولة باستعمال المسماك